# Тверска греда
Тверска греда (рус. Тверская гряда) представља моренско узвишење у јужном делу Тверске области, на северозападу европског дела Руске Федерације. Греда се протеже у смеру југозапад-североисток у дужини од око 200 километара, са ширинама између 20 и 40 километара. Простире се од села Јемељаново на подручју Старичког рејона па све до десне обале реке Волге на подручју Калињинског рејона.
Надморска висина Тверске греде расте идући ка југу где се налази и највиша тачка побрђа са надморском висином од 257 метара (код села Кобилкино). Изграђена је од три паралелна брдска ланца (Иљињскио, Бурашевско и Неготинско брдо) међусобно раздвојена делимично замочваеним депресијама.
Тверска моренска греда представља завршну моренско узвишење некадашњег Московског ледника. На овом подручју свој ток започињу неке од мањих притока река Волге и Шоше, попут Тимаке и Ињухе.

## Видети
- Тверска област
- Старички рејон
- Калињински рејон